# 中国の交通
中国の交通（ちゅうごくのこうつう）では、中国の交通の概略や状況などを述べる。

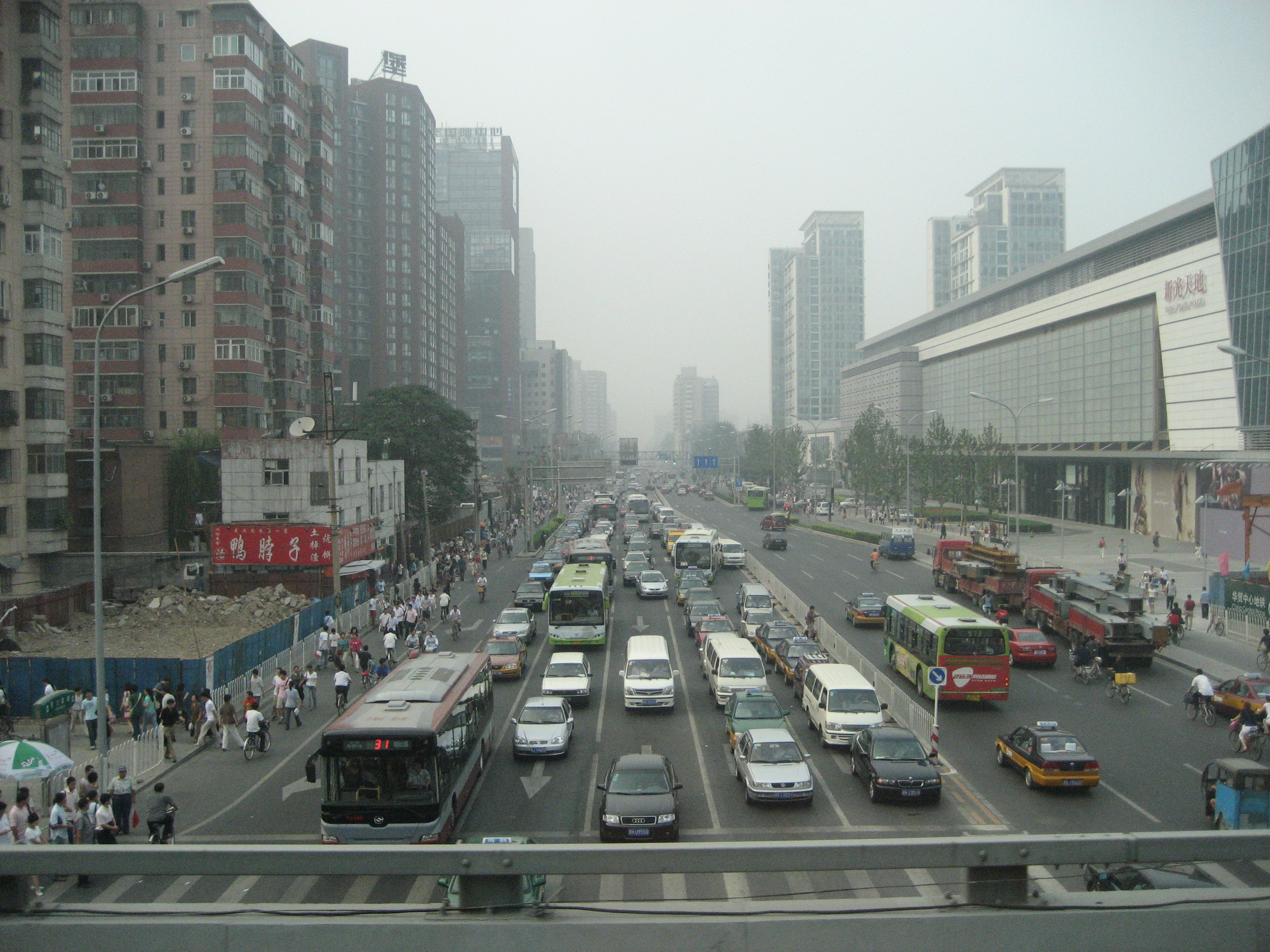
中国の首都・北京の道路の日常風景。

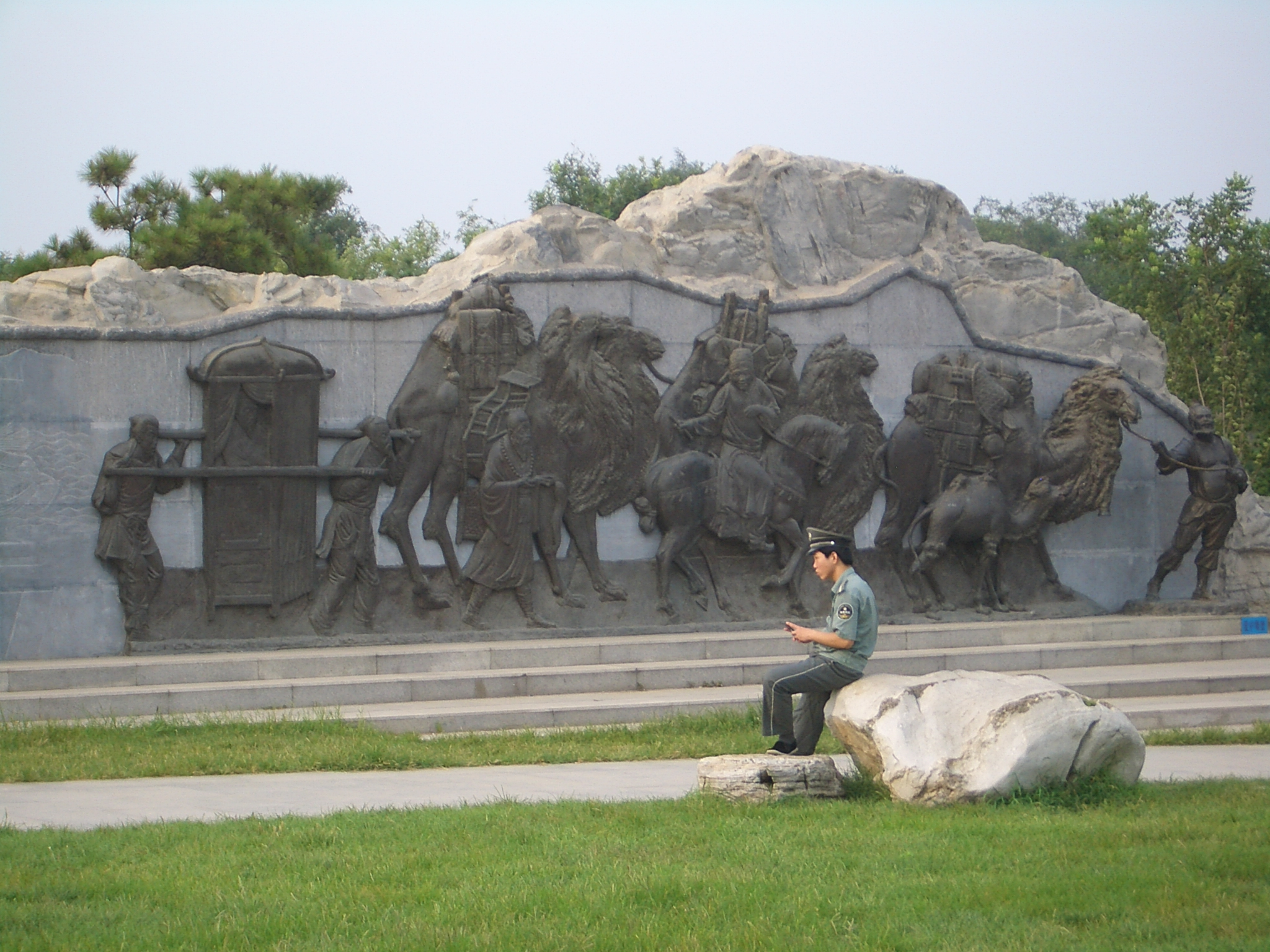
中国の西域の道を行くキャラバンを描いたモニュメント（盧溝橋の西側広場）

## 歴史
中国は歴史上、各地に道路・水路を整備するだけでなく、秦の始皇帝による古代道路、隋代の大運河、唐代のシルクロード、明代の鄭和による海路遠征など、世界の歴史上も有名な交通の整備・確保を行なってきた。
チベットの馬と中国のお茶を主に交換したので名付けられた伝統的な茶馬古道（雲南省 - チベット）も、今では国道・高速道路・チベット鉄道に取って代わられ、観光客が一部を利用するに過ぎない道へと変わっている。

## 鉄道
陸路を利用した陸運としては、鉄道、道路、市内の各種運輸手段があるが、鉄道網が特に発達している。
中国の鉄道は国務院の鉄道部の管轄下で運営されており、主に長距離輸送手段として利用されている。

### 高速鉄道
中華之星などさまざまな試行錯誤の後、車輛は主に海外の技術を使用し、2008年には京津都市間鉄道が開業するなど、近年多くの路線が建設・開業されている。

### 近郊電車
中国の鉄道はこれまで電気機関車を使った長距離輸送が中心であったが、近年は「動車組」（トンチャーズー、中国語: 动车组＝日本語：マルチプルユニット列車）という名称で、上海から近郊の南京・蘇州方面や杭州方面などへ編成されるようになり、徐々に近郊電車として大都市への通勤に活躍するようになってきた。
また近年、多くの都市で都市内公共交通手段として地下鉄が整備されている。

## 道路

中国の高速道路

国道、一般道路も発展してきたが、21世紀になってからは、主に長距離輸送手段としての高速道路が発達している。それに伴い、自家用自動車の利用も増えてきた。

### 国道
国道は国務院交通運輸部公路局が計画・管理を行っている。

### 高速道路
近年、中国の高速道路は、急速に整備が進んでいる。

## 市内交通
市内交通としては、主に以下が利用されている。
- ラピッド・トランジット （地下鉄と軽軌の総合利用）

地下鉄はこれまで北京、広州、上海など約20の大都市で運行されている。21世紀に入り、武漢、瀋陽など各省の省都を中心に建設が始まり、地上の「軽軌（＝軽量軌道車鉄道、ライトレール）も含めて、大衆輸送手段としてのラピッド・トランジット（Rapid transit、城市軌道交通系統）として総合的に運営されている。
- リニアモーターカー

上海トランスラピッドが上海浦東空港と上海市内を結ぶリニアモーターカー路線として運行しており、延伸が計画されている。
- バス

大都市では、バスが主な移動手段となっている。
- トロリーバス
- 路面電車
- タクシー
- 自家用車
- オートバイ

オートバイも利用されてはいるが、販売店が少ないもしくは利用ライセンスが許可されない都市が多いことから、近隣の台湾・ベトナム・モンゴルなどと比べて利用は極端に少ない。
- 自転車

## 水路
水路を利用した水運としては、海運と河川を使った輸送がある。主要水路は国務院交通運輸部水路司が計画・管理を行っている。

### 海路・港湾
中国の東部、南部はそれぞれ太平洋と南シナ海に面しており、古くから海外との交易が盛んであった。また、沿岸海路も盛んに利用されている。
沿岸を通行する鉄道フェリーとしては、海安鉄道フェリー（広東省海安 - 海南省海口）や渤海鉄道フェリーもある。

### 河川・運河
黒竜江、黄河、長江、珠江などの大河川をかかえる中国は、河川上の水路も発達している。また、京杭大運河などの内陸運河も、広く使用されている。

## 橋とトンネル
道路や鉄道用、あるいは併用の河川を渡る橋が多数建設されている。黄河には明代に蘭州に「黄河第一橋」（浮き橋）が架けられている。長江には、新中国になって、武漢長江大橋と南京長江大橋が道路・鉄道併用橋として建設され、21世紀に入ってからは杭州湾海上大橋が建設された。また、高速道路や高速鉄道用の多くの橋が建設されている。隣国と接する橋もあり、北朝鮮とは鴨緑江を渡る中朝友誼橋で結ばれている。
トンネルは山岳を貫くものは多いが、河川を渡るトンネルは少なく、現在武漢、成都など大河川上の大都市で、地下鉄用トンネルの建設が進んでいる。

## 空路
広大な国土を擁する中国では、航空機も利用される機会も多い。航空路は国務院直属の中国民用航空局（CAAC）が計画・管理を行っている。
中国国際航空、中国東方航空、中国南方航空の3大航空会社のほか、近年では海南航空グループ、春秋航空などの新興航空会社も台頭している。
北京首都国際空港、上海虹橋国際空港の拡張、上海浦東国際空港、広州白雲国際空港の新規建設など、巨大な建設プロジェクトが次々と実施されている。

## パイプライン
石油や天然ガスを産出する中国では、これらを輸送するパイプラインも重要性を増している。
石油パイプラインは新疆ウイグル自治区から上海までが完成しており、また、ロシア・東シベリアの石油を太平洋まで運ぶパイプラインの支線として、ロシアのスコヴォロディノのアムール川対岸にある黒河から大慶間の建設が進んでいる （東シベリア・太平洋石油パイプライン）。